# 復讐の教科書
『復讐の教科書』（ふくしゅうのきょうかしょ）は、原作：廣瀬俊、作画：河野慶によるサスペンス漫画作品。『マガジンポケット』（講談社）にて、2020年3月23日から2022年6月13日まで連載。

## あらすじ
担任教師の白鳥聖に憧れ、彼のような教師になることを夢見る高校生の黒瀬良太郎。彼は同級生の不道エイジを中心としたグループから酷いいじめに遭っていた。
10月のある日、黒瀬はいじめの発覚を恐れたいじめグループによって校舎の屋上から突き落とされ、偶然真下にいた白鳥と衝突する。病院で目覚めた黒瀬は白鳥と人格が入れ替わってしまっていた。
白鳥聖として生まれ変わった黒瀬は白鳥の人望を利用し、いじめグループへの復讐を行っていく。

## 登場人物

### 主要人物
黒瀬 良太郎（くろせ りょうたろう）
本作の主人公。担任である白鳥を尊敬し、彼のような教師になることを夢見ている。
6月1日生まれのO型で、横濱学園高校（以降,横高）の2年B組に所属。
動物好きで、特に学園で飼っていた兎のピョン吉を可愛がっており、ピョン吉が殺された事が不道らへの復讐の動機の一つにもなっている。また手芸が趣味で手作りのフェルト人形を不道やネネにあげるなど手先は器用。
高校2年の夏休みまでは両親と3人で暮らしていたが、父が痴漢冤罪によって逮捕されたのをきっかけに両親が離婚し母子家庭となった。
目立たないながらも人への思いやりを欠かさない真面目な少年だったが、不道らによる凄惨ないじめの末に転落事故で生死の境を彷徨い、挙句白鳥と人格が入れ替わってしまう。白鳥として目覚めた後は不道ら5人への復讐を誓い、白鳥聖として、また復讐者としての二重生活を送り始める。復讐は「その人にとって意味のある痛み」を与える事に主眼を置いており、持ち前の頭の良さと白鳥の人望を利用してターゲットを的確に追い込み制裁を与えてきた。復讐に手段は択ばず、第三者すら巻き込みターゲットを殺害するなど物語が進むにつれ復讐者としての苛烈な一面を覗かせるようになっていく。
本来は人の痛みに共感し自分を下げてでも気遣える心優しい性格の持ち主であり、不道の父・正義からもその性格を高く評価されている。また父譲りの前向きさは柊や冴木など物語中の少なくない登場人物に影響を与えてきた。復讐者となった後もそうした本来の人間性が完全に失われたわけではなく、いじめられた過去を持つ美谷を励ましたり、切木のバスケ部内でのいじめを見て見ぬふりしてきた部員たちを叱ったりなど黒瀬としての感情をあらわにする場面もある。そうした言動が柊から「(前の白鳥より)人間味があって好き」と評される一方、不道や群青からは認識の不一致からその正体を疑われる要因にもなった。
白鳥の本性を知ったあとは、自らへのいじめを生んだ元凶である白鳥への復讐を宣言、同じ白鳥の被害者である柊カレンを守るため決意を固め、新たに白鳥についてその思惑を探ることになる。しかし、黒瀬の姿でカレンに近づく白鳥を止めることは叶わず、白鳥とカレンが結ばれた現場を目撃し戦意を喪失してしまった。
その後は学校も休み自堕落な生活を送っていたが、くるみが襲われた一件で奮起し、白鳥はじめ黒幕達への復讐を胸に再び立ち上がる。横濱高校における「戦争」後は奇策を用いて白鳥と直接対決を果たし、彼と相討ちになる覚悟で飛び降り自殺を図った。その後、黒瀬が入っていた「白鳥」の肉体は死亡している。
後に「黒瀬」の肉体の中に「白鳥」の人格が残っていた事が判明し、自身の過去を知る道具や人物を抹消しようと動き出すも、群青の策で嵌められてしまう。それでもあがく中で「黒瀬」の人格が目覚め、精神世界で白鳥の思想に一定の理解を示すが、「共に散ることでしかこの戦いは終わりません、愚かな思想を胸に抱いて地獄で嘆いてください」と白鳥を地獄に引きずり込んで行った。白鳥との戦いに終止符を打った後、群青に対し「復讐を通して学べたこともありました、逝ってきます」と言い残して息絶えた。
遺骨は黒瀬家の墓に葬られ、その魂はウサギ達との再会を果たした。
白鳥 聖（しらとり こうき）
黒瀬が所属する2年B組の担任で体育教師。教師としての情熱にあふれ、そのルックスから生徒やネネを初めとした同僚教師からの人望が厚く黒瀬からも慕われていた。
しかし、人望ある熱血教師は表の顔で、その実態は生徒たちを利用価値や扱いやすさの基準で振るい分け、邪魔と判断したら排除することも辞さない残忍な本性を持つサイコパスであった。同時に、不屈の姿勢や正義感など強い心を持つ者を、「弱い者は悪」という誤った風潮を広める「強者」と断じ、排除しようとするなど偏った思想を持つ。そしてその思想を広めるために閉鎖的な空間で無作為かつ確かな影響力を与えられる教師としての立場を利用して自身の思想を拡散させていく。
強者たる黒瀬と柊を排除しようと不道や雪田を唆して彼らへのいじめを生んでいた張本人であり、不道との一件で白鳥の本性を知った黒瀬に復讐を宣言されて以降、その活動を本格化させ物語の裏で暗躍する。
動物を「意志疎通が出来ないから」という理由で嫌っており、飼っていたハムスターを虐待していた。
学生時代は正義感と良識に溢れ、弱い者いじめを許さない人物であったが、恩師でもある神童との確執と恋人であった星宮紗良とのやり取りがきっかけで彼の人格が変容していったことが明らかになっている。
「戦争」後、入院していた病院から脱走した黒瀬の中身が白鳥のままだったことが判明する。さくらを利用して、柊・ネネ・冴木・群青を殺そうとするが実はさくらに正体を見破られていた上、群青にも筒抜けであった。群青にそば粉入りのコーヒーを飲まされるが、応急処置を施して彼女の肩を刺して反撃する。さらに自分が星宮を殺して何を決意したかを語り始めるが、群青から「あんたは失恋を拗らせた犯罪者よ」と反論されたため止めをさそうとする。だが黒瀬の精神が復活して腹をナイフで刺してしまう。その後、精神世界で黒瀬と対話をして彼を葬ろうとするが、黒瀬の手により地獄に引きずり込まれていった。それでも「死にたくない、逝きたくない」と抵抗するが黒瀬の意思が勝り、腹をナイフで引き裂いたことによって死亡した。
その後、群青の意思を引き継いだ赤松の尽力で過去に犯した殺人が世間に暴かれて彼の名声は失墜し、母親も方々に謝罪の手紙を書き送った後に病死した。

### 不道グループ
黒瀬をいじめていた5人組。元々は黒瀬と同じ掃除の班であったが、人一倍大事に抱えている要素が確立されて欲が肥大化しやすく欲求不満を他人にぶつけやすいと考えた白鳥が、黒瀬をいじめで弱者に成り下げるべく意図的に編成したメンバーだった。
不道が黒瀬をいじり始めたことをきっかけに各々が便乗していじめをエスカレートさせていったので全員が黒瀬の復讐対象。黒瀬の過激ともいえる復讐によって社会的に破滅を迎え、或いは命すら失うなど悲惨な末路を辿ることになる。
不道 エイジ（ふどう エイジ）
2年B組の生徒。不道グループのリーダー格。
真面目で成績優秀、ルックスも良いため、クラスメイトから高い人望を誇る優等生。その反面、保身のためならば仲間を切り捨てることも厭わない冷酷な本性の持ち主であり、切り捨てた相手から恨まれないように取り繕う等の狡猾さも併せ持つ。結果がすべてと言い切る結果主義者であり、結果を出せない者を愚かな弱者と内心では見下している。
自分と対照的でありながら父・正義に目をかけられていた黒瀬への嫉妬心を白鳥につけこまれ、黒瀬へのいじめを主導してきた張本人。また、黒瀬を追い詰めるため同窓生の雨宮・三雲と結託し、黒瀬の父を痴漢の冤罪で自殺に追い込み、数ヶ月に渡るいじめの末、いじめの発覚を恐れ黒瀬を自殺に見せかけ突き落とした。
冷静で慎重な性格であり、復讐犯や警察の動向を察知し先手を打つなど総じて頭の回転は速い。黒瀬による復讐に対しても動じることなく、リーダーシップを発揮していじめグループをまとめてきた。また、白鳥(と入れ替わった黒瀬)の正体に自力で辿り着いた数少ない人物でもある。
黒瀬との心理戦や策の巡らせ合いの末に屋上から突き落とされるが、白鳥に救われるもその残忍さと残虐さ、抗うのも不可能なほどの底知れなさに恐怖を感じ逆らえなくなってしまう。
「戦争」にて、白鳥の命令で黒瀬が新島を一方的に殴っている現場を録画し生徒達に拡散させる事で大混乱を起こさせ、柊を殺害しようとするも、黒瀬に協力する事を選んだネネと若王子の作戦で自身が狙われる羽目になり、不道を見限った白鳥が不道に用意させたガソリンを美谷が密かに撒いて火事を起こされてしまう。脱出を試みるも、柊が救出されて殺害を図ったのが知れ渡り逃げ場を失う中で黒瀬と対峙する。黒瀬から互いにとって倒すべき真の黒幕である白鳥を打倒しようと話を持ち掛けられるも、これを拒否し救助袋で逃げようとするも、黒瀬が事前に体重がかかると大きく裂けるように細工されて地面に激しく叩きつけられてしまう。その有様から白鳥から「無様極まりない」と吐き捨てられ、黒瀬からも「君自身の生きざまに君は殺された」と痛烈に批判され、燃え落ちた救助袋が直撃して全身を焼かれる中で、「さよなら、後で...地獄で会おう」と別れを告げられる中で生涯を終えた。
「戦争」が落ち着いた後、警察の捜査で白鳥が悪者になるよう動画での情報操作、カレンへの監禁・暴行、放火の準備、黒瀬をいじめていた事や痴漢冤罪を起こしてた等の余罪が明るみとなる。
遊井 学（ゆい まなぶ）
2年B組の生徒で、最初の復讐のターゲット。切木と仙水は幼稚園の頃からの付き合いである。
画家志望であり、不道の肖像画を描き全国コンクールに入賞するほどの腕前だが、自分勝手かつ無責任な性分で、屁理屈をつけたり正当化するような発言や行動も辞さない。経緯は不明だが、黒瀬の家庭状況の悪さや一連の事件に大きく関わる真犯人の存在を把握している。
黒瀬によって下着泥棒の濡れ衣を着せられ、無実の証拠となるUSBメモリを回収しようと焼却炉に手を突っ込み右半身に大火傷を負ってしまう。
意識不明のまま入院していたが、3ヶ月後意識を取り戻し、白鳥が火災事故の犯人だと証言した。しかし、証言を黒瀬に利用され黒瀬の転落事故の犯人に仕立て上げられてしまい、自身の窮地を知ると病院を脱走、黒瀬(と入れ替わった白鳥)と不道を脅迫し自身のアリバイ証言を強要する。それも叶わないと知ると逆上し、自分の行いを棚に上げて白鳥や不道、ウサギ殺しの真犯人への呪詛を吐き続けたが、白鳥により自殺に見せかけて殺害される。
切木 竜也（きりこ たつや）
2年B組の生徒。バスケ部の部長を務める。遊井と仙水は幼稚園の頃からの付き合いである。
密かに美谷ひなと交際しバスケ部では部員から頼りにされるなど人間関係に恵まれた人物に見えるが、その実ダブルスタンダードな理屈や他責思考を振りかざし、気に入らない人間に対する暴力やいじめすら「バカには必要な鉄拳制裁」と豪語して憚らない非常に自分本位な性格の持ち主で部員からも敬遠されて陰口を叩かれている。また、母親との関係も険悪である。
黒瀬に対しては友達や家族などとの「絆」が無いと馬鹿にし「絆チャンス」と称するいじめを行ってきた。復讐の第2のターゲットとなり、黒瀬の策と誘導によって自分の本性を暴露してしまったことで美谷から見放された上、バスケ部の後輩・司馬への暴力が問題となり停学処分となる。
その後黒瀬に拉致され、自らが行ってきた「絆チャンス」によって自身の人望のなさを突きつけられた上に自己中心的な振る舞いについて「思いやりのない正義感」と断罪され、解放されたものの錯乱状態で飛び出したところをトラックに轢かれて死亡し、停学を苦にしての自殺と判断された。
森野 くるみ（もりの くるみ）
2年B組の生徒で不道グループの紅一点。
「他人の評価こそ自分の価値」という考えを持っており、インスタでの「いいね」を稼ぐことに重きを置く、虚栄心の塊とも呼べる女性。つるんでいる女子グループには内心で嫉妬心を燃やし、クラスメイトに対しても一方的にカースト分けして馬鹿にしていた。また、「いいね」を稼ぐためなら買ってもないブランドの洋服を試着しただけで買った事に食べ物や飲み物も写真に撮ってインスタに投稿したら即座に破棄すると言うモラルのない行動も厭わない。過去にはインスタ映えを優先した結果老婆を見殺しにしたという「秘密」を抱えており、それを不道に握られている。
黒瀬に対しては「自分の良いと思ったことをする」という彼の信条を存在価値が無いと馬鹿にし、全裸で兎のマネをした写真をインスタに投稿させるなどの精神的ないじめを行っていた。復讐の第3のターゲットとなり、黒瀬の工作によっていいねを稼げなくなった焦りから万引きを行ったところを証拠として撮影されてしまう。追及によって今までの自分の言動を涙交じりに土下座して謝罪したことで黒瀬から許され、黒瀬の復讐の協力者となった。
短絡的で能天気な一面があるが勘は鋭く、入れ替わりの秘密を本能的に言い当てたり、黒瀬の仕掛けた盗聴器を見抜いたことがある。また協力者としては情報提供や不道らの行動をコントロールしたりと基本的に黒瀬に忠実に従ってきた。また若王子に純粋に惚れており、黒瀬や不道に恋愛相談を持ち掛けた事もあるものの、後に振られてしまう。
白鳥によって黒瀬が戦意を喪失した後は「復讐から解放された」と安堵する気持ちを見せていた。しかし直後に発生したウサギ小屋の放火事件に関連し、インスタの秘密を暴露されたことで周りの信頼を失ってしまうが、冴木に叱咤され真犯人を突き止めるべく冴木と共に調査を行うことになる。
周りの評価のためには他者を蹴落としていくといった考えを持っていたが、黒瀬や冴木と行動を共にしその信条に触れるうちに心境に変化が見られ改心した作中でも稀な人物。冴木が逮捕された際には黒瀬の正体を知ったうえで「自分に復讐してもいいから冴木を助けてほしい」と懇願するまでに成長するが、独力で調査を続けようとした矢先に本性を現した新島によって凄惨な暴行を受け重体に陥ってしまう。病院に駆け付けた黒瀬に対し、「黒瀬と友達になれたかもしれない」と今までの自分の行いを悔いて心から謝罪した上、「新島から柊と冴木を守って欲しい」と託し息を引き取ったかに見えたが、後に存命していた事が判明する。
懸命なリハビリ後、私立みなとみらい学園に転校するも、横高での事件や自身の犯した過ちが他の生徒に知れ渡っていて痛烈な批判の目に晒されてしまう。それでも、冴木から「黒瀬の事を覚えてやればいい」と励まされ、黒瀬の果たせなかった教師になる夢を叶えるため、何度転んでも何度でも立ち上がると決意し、教室へと足を踏み入れる所で物語は終わる。
仙水 理人（せんすい りひと）
2年B組の生徒。長身で癖っ毛、関西弁風な口調が特徴。遊井と切木は幼稚園の頃からの付き合いである。
いじめをする事そのものに快感や楽しみを覚える残虐性を持っており、「いじめはコスパの良い娯楽」「人を殺してもバレなきゃ罪にならない」などと言い切るサイコパスな狂人。不道やくるみすらその言動に戦慄し、慎重に復讐を進めていた黒瀬も怒りに我を忘れて殺害しようとしたほど。
カッターナイフで黒瀬の左肩に十字傷を付けたことがあり、今もその傷痕は残っている。黒瀬と入れ替わった白鳥が記憶喪失となって目覚めてからは「復讐犯を誘き出すため」という名目で黒瀬いじめを再開。黒瀬の記憶が戻り始めていると察するや事故に見せかけて殺害しようと目論んだ。
復讐の第4のターゲットとなり、大晦日の渋谷で黒瀬の誘導により痴漢と間違われて取り押さえようとする群衆から逃げる羽目になる。そのどさくさにまぎれ、自身が用意していたカッターナイフで黒瀬に刺されてしまい、「(いじめを楽しいと思うのは)自分の人生がつまらないから」と、いじめにしか楽しみを見いだせない自身の空虚さを痛烈に批判された上に、エセ関西弁についても完全にスベってると指摘されて恥辱の中で死亡する。
表向きは通り魔に刺されたことになったが、一連の事件の捜査は群青ら警視庁に引き継がれることになる。
白鳥の大学生時代に教育実習で出会い当時は生徒会長に就いていた仙水エリカは年の離れた従姉であり、彼女から「いじめは子供に許された特権」と言う異様で偏執的な考えを真に受けた事で悪辣で狡猾な人格が形成されていく事となった。

### 生徒・教師

#### 2年B組
吉倉 ネネ（よしくら ネネ）
2年B組の副担任である女性教師。25歳。
事故から復帰した白鳥を気遣いサポートしているが、生徒から舐められたりB組で事件が相次いでいることから気苦労が絶えない。悪い人物ではないものの、黒瀬のいじめの現場に遭遇しながら実態に気づかない、個人情報を本人の許可なく生徒に教える、ストレスのはけ口に生徒を一人酒に付き合わせたりと、教師としての自覚や配慮に欠けている部分が目立つ。報告を忘れることもあり、悪意はないものの黒瀬を度々困らせている。
両親が教師という家庭で、当時の自身は中学生で大学生だった白鳥に家庭教師として交流を持っていたことが明らかになっている。白鳥を慕っている描写があり時折食事に誘っている。
白鳥の起こした「戦争」時には、白鳥の振り撒いたデマによって奔走させられつつも、黒瀬と白鳥の入れ替えりの事実に気付き、いじめに気づけなかった贖罪から黒瀬への協力を誓う。自身を慕う若王子と連携し横高の火災から生徒たちを救った。
終盤、訪ねて来た冴木から星宮紗良の死亡時の事を質問され、白鳥のアリバイを偽証したのでは突かれ、白鳥に懇願されて白鳥の授業を受けてたと証言したと告白。白鳥の本性を知ったなら信じられるのか、辛い現実から目を背けて幸せになれないと冴木の説得で「その人のことを想ってるなら、甘やかすだけが愛じゃない」と悟る。
黒瀬と白鳥の戦いに終止符を打った後、白鳥に加担してしまった事を父親に知られ教師を続けられなくなってしまいかけるも、若王子の介入で事なきを得た。
柊 カレン（ひいらぎ カレン）
2年B組の生徒。バドミントン部に所属している。
同じバドミントン部との新島と仲が良い。また、不道とは同じ中学出身で親ぐるみでの付き合いがあるが、不道自身には良い印象を抱いていないばかりか「(不道の父は正義感強い人間にも関わらず、)どうしてあんな父から生まれてきたのか。」と抱くほど嫌悪している。
クールで大人びた雰囲気を持った美少女で一見冷淡な印象を受けるが、その内面は他人の失敗を笑うことを嫌い弱者に手を差し伸べる正義感で溢れている。一方で自身の言動に対する責任を自覚しながらも意志をはっきりと示す良識や芯の強さも持ち合わせており、白鳥をして「人間として完成されている」と言わしめる女性。その為白鳥のいう「強者」に位置付けられており、1年前は雪田のいじめの被害者となっていた。
1年生の頃試合に負けて落ち込んでいた際に叱咤されたことで黒瀬に好意を抱いており、作中当初から黒瀬へのいじめにも薄々気づいていた描写がある。一方で白鳥に対しては「完璧すぎて胡散臭い」という印象を抱いていた。転落事故以降は白鳥(と入れ替わった黒瀬)の異変を感じつつも「人間味があって好き」と評価している。度々情報を提供するなどその思惑を知らぬまま黒瀬に協力していたが、黒瀬と白鳥の対立が決定的となって以後は白鳥の「シナリオ」のターゲットとして物語に大きく関わっていくようになる。黒瀬の姿となった白鳥に交際を申し込まれたことで白鳥にのめり込み、カレンを救おうとした黒瀬すら「今の白鳥先生は人として本当に嫌い」と拒絶するようになった。最終的に白鳥と結ばれ、黒瀬を絶望に落とす原因となってしまう。
「戦争」時には冴木の無実を訴えるものの新島から生徒達の前で考えを否定された上に反感を買い、更に新島から自身の本性や黒瀬と白鳥の入れ替わりの事実を聞かされて殺されかけるも、復活した黒瀬にピンチを救われた。その後は黒瀬の復讐を止めるために動くも、白鳥に付いた美谷に捕まり不道にガソリンを撒かれて火を付けられそうになるも、黒瀬に協力する事を選んだネネと若王子の連携で窮地を脱し、男子生徒達によって救出をされ、衰弱していたのもあって救急搬送された。
「戦争」終結後は、白鳥の悪行を公表しようと動き行き詰まる中で志田さくらと邂逅する。黒瀬(中身は白鳥)の指示で誘き出したさくらによって放火されたように見えたが、この時点で白鳥を見限っていたため、周囲にバレないように逃がされたため無事だった。
黒瀬と白鳥の戦いに終止符を打った後、黒瀬を傷つけた事に対して一生掛けて償っていく決意を心に決めた一方、同じ人を好きになった者同士と言う理由で改めて親友になり、かつて確執のあった先輩である雪田が仕事をしている店に案内した。
冴木 薫（さえき かおる）
2年B組の生徒。色黒で金髪、ピアスをつけた男子。
その風貌とぶっきらぼうな言動から不良の印象を持たれているが、実際は根が真面目な常識人で大家族を養うためにバイトを掛け持ちしている苦労人でもある。8人兄弟の長男であり、事故で他界した母や仕事で家に居れない父の親代わりとなって家族の面倒もみている。
黒瀬へのいじめに気づいていた数少ない人物。黒瀬自身の抵抗によって解決すべきという思いから表立っていじめから助けようとはしなかったが、目安箱にいじめの告発文を投函し、白鳥に情報を提供しようとしていた。後に、白鳥と入れ替わった黒瀬に不道の彼女の情報を提供している。
飼育小屋の放火事件では犯人として警察やクラスメイトから疑われてしまう。真犯人を捕まえるためくるみと共に調査を始め、新島が真犯人である可能性に気づくも、新島の策略によって若王子やくるみ襲撃の犯人に仕立て上げられ警察に拘留されるも、黒瀬が新島の自白の録音を群青に送った事で容疑は晴れた。
解放された後は黒瀬を救おうと燃え盛る校舎に単身突入し新島と対峙する事となる。対峙の末、逃げ切ろうとする新島が誤作動したシャッターに挟まれ死んでいく様子を見て「人様叩く暇があるなら、自分の生き様を叩き直せよ。」と断罪した。校舎から脱出した後は黒瀬と入れ替わった白鳥を問い質し、校長によってなあなあにされる中で隠蔽体質や「生徒の為を想うならば臭い物に蓋をするな」と糾弾するも、新島から受けた傷が原因で限界を迎え救急搬送される。後に退院して黒瀬に事のあらましを伝え、病室を抜けた黒瀬を群青達から知らされた事で黒瀬の捜索に力を貸す。
黒瀬の実直さを評価しており、また黒瀬に感化された人物の一人。他人を助け命を落とした母親の件を踏まえた上で「リスクを負ってでも自分が納得できる選択をした方がいい」とくるみに話し、くるみにも少なからず影響を与えた。
黒瀬と白鳥の戦いの中、ネネに手を貸してもらえるように交渉し白鳥を追っている群青の下に行こうとするが、白鳥と志田によってネネを人質に取られ、川に突き落とされたネネを助けるために飛び込み救出する。
黒瀬と白鳥の戦いに終止符を打った後、刑事を目指している事が判明。転校後に周囲からの白い目に晒されているくるみに対し「黒瀬の事を覚えてやればいい。」と励ました。
新島 絹枝（にいじま きぬえ）
2年B組の生徒。バドミントン部に所属している。
常時ハイテンションで明るい女子。同じくバドミントン部でクラスも一緒の柊とはよく行動を共にしており、大切な友人として接している。柊の方も、その言動に苦言を呈することもあるもののその前向きさを評価している。また、黒瀬の策略で精神的なゆとりを持てなくなっていたくるみを気遣うなどの優しさを見せることもあった。
柊と同様、度々情報を提供するなど黒瀬に協力し、雪田捜索の際には柊に同行し雪田の勤める旅館を突き止めている。
白鳥の協力者、通称「狸」の正体。友人として接する一方、真面目さや強さを持つカレンを本心では強く憎み排除しようと画策していた。その本性は非常に残忍かつ狡猾で、遊井や白鳥から「狸」と称されるように明るく優しい性格を取り繕い、様々な悪事に手を染めてきた。物語開始以前や序盤だけでもカレンにばれないよう雪田のイジメに便乗したり、ピョン吉殺害の真犯人であることが明かされている。
物語中盤、遊井の死を機に接触してきた白鳥の思想に共感し手を組んでからは、白鳥の協力者として暗躍してきた。しかし、気に入らない相手を暴力に訴えてでも排除するなど白鳥以上に残忍な面が目立ち始め、慎重にシナリオを進める白鳥と決別し飼育小屋を放火をするなど暴走していく。
飼育小屋放火から引き起こされた「戦争」では、カレンに自らの本性を明かし殺害しようとするも黒瀬に拷問を受け全ての犯行を自白して殺害されたと思われたが、息を吹き返して再び黒瀬や冴木を殺害しようと目論むも、火災で誤作動したシャッターに首を挟まれ死亡した。
「戦争」が落ち着いた後、警察の捜査で若王子・くるみ・カレンへの殺人未遂と白鳥・冴木への傷害や飼育小屋放火の余罪が明るみとなる。
ナナコ、ミナミ
2年B組の生徒。くるみと仲が良い、クラスの中でもルックスの良い美少女たち。くるみは自身を含む彼女達のカーストを「一軍」としている。
くるみと同様インスタをやっており、フォロワーもくるみに劣らないほど多い。しかし、くるみほど虚栄心やインスタへのこだわりが強いわけではない。
藤川（ふじかわ）
2年B組の男子生徒。太り気味で体育が苦手。黒瀬との仲は良かったが、黒瀬がいじめられるようになってからは、自分もいじめられることを恐れ、見て見ぬフリをするようになった。
遊井に下着泥棒の濡れ衣を着せられそうになったり、不道に黒瀬いじめの首謀者に仕立て上げられそうになったことがあるが、いずれも未遂に終わっている。

#### その他の生徒・教師
加藤 大悟郎（かとう だいごろう）
横濱学園高校の校長。
典型的な事なかれ主義で学校に不利益なことは揉み消す性格。遊井が死亡した際にはその責任を問い、白鳥を解雇しようとした。
物語が進むにつれて生徒達からの人望の低さが浮き彫りになっていく。
美谷 ひな（みたに ひな）
2年の女子生徒。ファンが多いとされる美少女。
中学時代は「地三谷（じみたに）」と暗い容姿や雰囲気を理由にいじめられていたことがあり、引っ込み思案な性格であった。1年生の文化祭で遭遇した当時のいじめっ子から庇われた事をきっかけに切木に好意を抱き、密かに交際している。
黒瀬の復讐計画に利用され、切木の本性を知らされたことで彼に別れを告げた。同時に黒瀬と関係を持ち、行為の際の隠し撮り動画が切木を絶望に落とす一つの要因となった。その後、くるみの調査によって不道とも交際していたことが判明、なおも黒瀬に迫るなど奔放な行動が明かされ、黒瀬を度々翻弄している。
愛らしいルックスとは裏腹にその本性は腹黒であり、自身がいじめられていたコンプレックスから相手を見た目やステータスで価値を判断しており、黒瀬の事も見下していた。のちに黒瀬と白鳥の入れ替わりの事実を知らされ、白鳥に心酔し彼の新たな駒として火災を引き起こす。
「戦争」終盤、学校から離れた黒瀬と白鳥を密に後を付け、隙を付いて黒瀬をナイフで刺し、黒瀬に抱かれたことを最大の屈辱と決めつけて罵倒し傷口を踏みつけるなどの暴行をするが、白鳥に思い通りに動かない事を理由に見限られ、突き落とされた際にナイフが腹に刺さり、自身の貞操観念の低さを痛烈に非難されながら死亡した。
「戦争」が落ち着いた後、警察の捜査でカレンへの拉致監禁、白鳥への傷害、学校への放火と校舎に残ってた教師・生徒42人への殺人未遂の余罪が明るみとなる。　　　　　
牛尾（うしお）
バスケ部で副部長を務める2年生。
切木による司馬への暴力を見てみぬふりをし、常態化させていた。切木を部長として頼りにしていると励ます一方で、多くの部員同様彼を疎ましく思っている。
司馬（しば）
バスケ部に所属する1年生。
1年で唯一のレギュラーであり、大人しい性格だがバスケ部の行く末を真剣に考えており、部長の切木にも面と向かって意見する場面もある。そのため切木に目を付けられ日常的に暴力を受けていた。黒瀬の依頼を受け部でのいじめを学園に告発して切木を停学に追い込んだ他、黒瀬に部の裏アカウントを提供する。
いじめについて親身に動いてくれた白鳥(黒瀬)に恩義を感じており、「記憶を取り戻す」名目で白鳥の調査を始めた不道に協力し、白鳥の異変に不道が疑いを深めるきっかけとなった。
若王子 昴（わかおうじ すばる）
2年の男子生徒。ルックスの良さから女子生徒から高い人気があり、他校にも顔が利き合コンを企画するなど社交性が高い。くるみに好意を抱かれているものの、後に振った。
落とし物を探し回りながら偶然を装って届けるなど優しさと気遣いの出来る人間だが、一方でわざとケガをして注目を集めるなどと言った偏執的な一面も持つ。特にネネに対しては特別な感情を抱き、係でもないウサギの飼育を買って出たり、彼女に不利になる噂を流して自分に振り向いてもらおうと画策していた。ネネ曰く「人徳はすごいある」らしく、彼の声を聴いた生徒たちがそれに従ってしまうほど。またネネの様な好意を抱いた人間の言葉には素直に従っている。冴木とも仲が良いのか、彼の事を下の名前で呼んでいる。
飼育小屋放火の際にはネネのために真犯人を見つけようと独自に調査をしていたが、冴木に真犯人と疑われた上、新島によって突き落とされ重傷を負う。後に復帰し「戦争」で横濱高校の火災に際しては、黒瀬やネネに協力し白鳥に翻弄される生徒たちを纏め上げた。また、黒瀬に頼まれて制服を貸した事で白鳥の目を欺き、直接対決に持ち込ませる事に間接的ながら貢献した。
「戦争」が落ち着いた後は冴木から黒瀬と白鳥が入れ替わっていた事実と事のあらましについて教えられた。
黒瀬と白鳥の戦いに終止符が打たれた後、教師を辞めるように父親から迫られたネネの間に入り、プロポーズのような言葉を送って事を収めた。

### 生徒の家族
黒瀬 貴子
黒瀬の母親。旧姓は三浦。
母子家庭ながら息子の良太郎を私立校に通わせ続けるために昼夜パートに出るなど多忙な日々を過ごしており、ストレスからいじめを苦に退学しようとしていた黒瀬の言い分を聞かず暴力を振るっており、夫・勇の無実を信じず離婚を切り出す、中学時代の黒瀬とさくらを勉強を理由に別れさせたりなど短気で自分勝手な面が目立つ。
息子に対しては一定の愛情はあるようで転落事故以降は心労からやせ細っていた。
黒瀬と白鳥の戦いに終止符を打った後、赤松の捜査で不道が黒瀬をいじめを始めた頃に白鳥が何度も接触し「今の成績では進学は難しい」との嘘や「あなたが甘やかしてたことにも責任があるのでもっと厳しく躾けて下さい」と吹聴されて黒瀬の逃げ場所が無くなるよう仕向けられたと判明し、全てを知った時は様子を見に行った赤松も心配でならない程に後悔していた。
黒瀬 勇
黒瀬の父親。見た目は息子に似ている。
真面目で温厚篤実な人物で息子の良太郎も非常に尊敬していたが、不道が主導した痴漢冤罪騒ぎによって逮捕されたうえに妻の貴子から離婚を切り出され、裁判が敗色濃厚となった絶望の末に首つり自殺する。
後に、白鳥の心理的な誘導で自殺を唆されていたことが明かされる。
不道 正義（ふどう まさよし）
不道エイジの父親。横高の顧問弁護士を務めている。
顧問弁護士としては「学園の損得にしか興味がない」と公言するほどの利益至上主義者であり、いじめを告発しようとする立場の黒瀬からは「いずれ戦わなきゃならない相手」、息子のエイジからですら「自分の体面だけを気にしている」「愛情表現が下手 」と見なされている。
「大事なのは結果より過程」「ナンバーワンよりもオンリーワンを目指せ」などと、不正や犯罪を決して許さない厳格な態度で息子に接する正義感に溢れ、黒瀬の思いやりに溢れた善良な性格を高く評価し何かと気にかけていたが、それによって不道の嫉妬心が生まれてしまったため悪意こそないもののある意味で黒瀬へのいじめを生んだ元凶である。
黒瀬と白鳥の戦いに終止符を打った後、赤松の捜査で白黒のパールのアクセサリーは白鳥に勧められて選んでいたと判明し、自身の振る舞いが息子達を苦しめてたと後悔していた。
くるみの母
本名不明。ふくよかな容姿の温厚な人物で、娘のくるみとは対照的にごく普通の母親として描かれている。
くるみの生存後に転校した先の学校で白い目に晒されていた際は、「辛ければ行かなくてもいいのよ。」と励ました。

### 警察関係者
群青 ひかる（ぐんじょう ひかる）
白鳥の大学時代の友人。現在は警視庁捜査一課殺人犯捜査十係に所属する警部補。刑事としての能力は高く記憶力に優れており、黒瀬と白鳥の入れ替わりも確信こそ持ち切れていなかったが、早い段階で勘付いていた。刑事としての正義感と責任感は非常に強い。
仙水の死亡をきっかけに、一連の死亡事件を神奈川県警から引き継いで捜査担当となった。黒瀬の転落事故について捜査を進める一方で白鳥にも疑いを深め、転落事故前後に着目して「別人が白鳥に成り済ましている」という大胆な発想から事件の核心に迫ろうとする。
新島による放火から始まった「戦争」では犯人と疑われ拘留されていた冴木の冤罪を黒瀬の協力で晴らし、火災の起きた校舎へと向かった。
「戦争」後は黒瀬と白鳥の入れ替わりに気づいており、「横高を救ったヒーロー」として称賛されている白鳥の本性を暴くべく、赤松とともに白鳥の過去を探すこととなる。
黒瀬と白鳥の戦いに終止符を打つため、白鳥を宿泊しているホテルに誘き寄せる事に成功するも、隙を突かれてナイフで刺され殺されかける。しかし、死んだと思われた黒瀬の人格が目覚め、黒瀬と白鳥の最後の対話の末に白鳥は命を散らしその最期を見届けた。
全てが終わった後は白鳥の行動を封じるためにそば粉を利用してアナフィラキシーショックを引き起こさせたのもあって身柄を拘束されてしまうも、白鳥の本性と過去の悪事を暴く本懐を成し遂げた赤松に感謝していた。
赤松 大（あかまつ まさる）
警視庁に所属する巡査長で、群青の忠実な部下。彼女の白鳥に関する推測を聞かされているが、彼自身は白鳥を信頼し個人的な依頼も快く引き受けている。
「戦争」後、白鳥がヒーローとして称えられたまま死んだ事で、罪を償わせられない事に悔しさを感じ、群青とともに捜査に奔走する。　　
黒瀬と白鳥の戦いに終止符を打った後、群青の後を引き継いで白鳥の過去の殺人を暴いて世間の目を醒まさせるという本業を成し遂げる。その後身柄を拘束されてしまった群青に関わった人物達のその後を報告し、存命していたくるみを思い自身を含む同僚らの連絡先を渡した。
ちなみに白鳥が飼育していたハム吉は彼が引き取っており、白鳥が虐待していた頃と比べると人懐っこくなったという。
黄場 虎徹（きば こてつ）
警視庁に所属する若手の刑事で群青班の一人。「戦争」後失踪した黒瀬の捜索にあたる。
桃木 龍（ももき りゅう）
警視庁に所属する壮年の刑事で群青班の一人。黄場とともに黒瀬の捜索にあたる。

### その他の人物
雨宮（女）、三雲（男）
不道の中学時代の同級生。中学時代は不道を含め3人がクラスの中心的存在だったが、同窓生だった柊からはあまりいい印象を持たれていない。
その本性は不道と同様に卑劣な性格。不道の指示によって痴漢騒ぎを起こして黒瀬の父親を自殺に追い込んでおり、その後も味を占め小遣い稼ぎに悪質な痴漢詐欺を繰り返していたが、その所業を黒瀬に暴かれ不道の指示した痴漢冤罪について白状させられ、恐怖心から警察に出頭し不道が首謀者と告白する。
雪田 清子（ゆきた せいこ）
物語の1年前まで横濱学園に在籍していた元生徒で、バドミントン部での柊や新島の先輩だった。
レギュラーの座を奪われた嫉妬を白鳥に煽られ柊にいじめを行っていたが、突如退学し姿を消してしまう。白鳥に関する何らかの秘密を握っており、白鳥もその行方を追っていた。
その後熱海の旅館に住み込みで働いており、柊と再会した際には涙ながらに謝罪し彼女と和解した。記憶を失ったという白鳥(の姿をした黒瀬)についても警戒しつつも調査に協力しようとしていたが、不道の介入によって完全に決裂する。黒瀬を(事故以前の)白鳥と思い込み殺害しようとするものの、柊を人質にした黒瀬の脅迫によって追及を諦め再び姿を消した。
黒瀬の脅迫の真意は白鳥から雪田の身を守るための苦肉の策であり、雪田を見届けた黒瀬は心の中で彼女に謝罪している。
黒瀬と白鳥の戦いに終止符を打った後、ある定食屋で仕事をしており、カレンが行きつけと言っている事から和解したと思われる。
志田 さくら（しだ さくら）
若王子の中学時代の同級生。塾が同じだった黒瀬とかつて交際していたが、黒瀬の母が勉強を理由に無理矢理別れさせられた。
ウサギ小屋放火事件の調査をしていたくるみの呼び掛けに応じ中学時代の若王子について証言する。彼女の証言がくるみが黒瀬の正体を確信するきっかけとなった。高校は別々になった現在でも黒瀬のことを気に掛けており、黒瀬（と入れ替わった白鳥）から電話を受けた際は心から喜んでいた。
「戦争」後失踪した黒瀬の訪問を受ける。後に黒瀬の中身が白鳥と気づかないまま白鳥に協力していたが、実際は黒瀬の入れ替わりに気付いており、陰では白鳥の悪事や本性を暴こうとする群青・冴木・カレンらを支援や救助をしていた。
黒瀬と白鳥の戦いに終止符を打った後、カレンと和解し親友になる。

### 白鳥の過去に関わる人物
星宮 紗良（ほしみや さら）
開帝高校に在籍していた生徒。おっとりした風貌だが容姿は整っている。犬飼のクラスでの扱いに疑問を持ち気にかけるなど、心優しい性格の持ち主。大学時代は群青の親友だった。
転校してきた白鳥に好意を抱き、芦屋との一件を経て共に教師を目指すことを約束する。後に恋人同士となり共に母校で教育実習生として配属されるが神童と仙水エリカに付け狙われてしまう。
神童とエリカの死亡時には白鳥が関わっているのではと疑い、恐怖から避けるようになった。彼の本性や目的を知っても「好きだから突き放せないの」と告白するも、結局叶わないばかりか煩わしく感じた白鳥によって階段から突き落とされ殺害されてしまう。
白鳥と交際していた際に付けていたリングは遺品として白鳥が回収しており、現代では白鳥の過去につながる証拠品の一つとなる。
犬飼 耕助（いぬかい こうすけ）
開帝高校に在籍していた生徒。
優しい性格だが空気を読めないところがありクラスではイジられキャラとなっている。恫喝していた芦屋から助けてもらったことで白鳥の友人となり、星宮との仲を取り持ってもらったり、逆に星宮と共に白鳥に教師の道を勧めるなどしていた。
現代では群青らに白鳥の過去についての証言を行っている。
夏川 麦子（なつかわ むぎこ）
開帝高校に在籍していた生徒。茶髪にポニーテールが特徴の女子生徒。星宮とは親友だった。
現代では犬飼とともに白鳥の過去について証言を行う。
芦屋 優馬（あしや ゆうま）
開帝高校に在籍していた生徒。イケメンで優秀との評判でクラスでの人気も高かった。だがその本性は非常に自分本位で傲慢な性格で星宮に好意を抱く犬飼を恫喝したり白鳥を突き落とすなど卑劣な手段を取る人物でもある。
転校してきたばかりの白鳥と度々確執を起こし、耐えかねた白鳥から荒波の海岸での度胸試しを持ちかけられて卑怯な手段で勝利した事が仇となり、波に攫われ溺死してしまうという自業自得の最期を迎えた。死後、中学時代から弱い者イジメをしていたなど彼の本性が公になり、彼の死をきっかけにクラス全体が明るくなり白鳥がクラスに馴染むきっかけを作る事となった。
彼が付けていたピアスの片割れは遺品として白鳥が回収しており、現代では白鳥の過去につながる証拠品の一つとなる。
神童 輝（しんどう あきら）
開帝高校に赴任していた教師。転校してきた白鳥の担任だった。
気さくで溌溂とした印象を与え、クラスメイトからも慕われているが、その本性は「弱者を踏み台にして強者を作り出していく」という歪んだ思想を持っており、目的の為ならば目をつけた人物の将来を台無しにし得る行動も辞さない冷酷で狡猾な性格である。容姿や学力で劣る者を弱者と決めつけ、ストレスの発散やコミュニケーション能力の向上を名目に寄ってたかっていじめさせる状況を意図的に作り出していた。
教育実習生として配属された白鳥や星宮を自身の後継者たりうる強者に位置づけ、星宮を人質に白鳥に自分の後継者になるよう強要するが、逆に白鳥の殺意を高める結果となりエリカ共々校舎の屋上から突き落とされて死亡し、公にはエリカとの交際がこじれた末の事故として処理された。死の間際、白鳥を弱者を苦しめる状況を意図せず作り出してしまう「無自覚な悪魔」と非難していた。
彼の所持していた万年筆は白鳥に回収され、白鳥の過去につながる証拠品の一つとなる。
仙水 エリカ（せんすい えりか）
開帝高校に在籍していた生徒で、仙水理人の年の離れた従姉。
生徒会長を務め真面目でしっかりした人物に見えるが、本性は弱い者いじめを何よりの快楽や娯楽とし、ターゲットにした人物を徹底的に甚振る狡猾で悪辣な性格。その思考は幼い理人にも影響を与え、現代の彼の人格を形成するに至った。神童からは弱者いじめの主導役として目を掛けられ、元々の性格もありかつての芦屋のようにクラス内での弱者いじめの空気を蔓延させていた。
教育実習生として配属された白鳥と星宮の関係を知ると今度は2人を排除しようと画策するが、白鳥の逆鱗に触れ神童共々校舎の屋上から突き落とされて死亡し、公には神童との交際がこじれた末の事故として処理された。
彼女の付けていたミサンガは理人から貰った物であり、死後は白鳥に回収され彼の過去につながる証拠品の一つとなる。

### 動物
ピョン吉（ピョンきち）
横濱学園で飼育されている兎たちの一羽。黒瀬は親友として特にかわいがっていたが、何者かに殺害されてしまった。ピョン吉の死は黒瀬が不道らへの復讐心を強める一因である。
白鳥の本性が判明して以降黒瀬は白鳥がピョン吉殺害犯であるとの疑いを強めていたが、後に真犯人は新島絹枝であると判明し、ピョン吉と一緒に飼育されていた兎たちも新島の放火で死亡してしまう。
ハム吉（ハムきち）
白鳥が飼っているハムスター。
白鳥の姿におびえており、黒瀬は白鳥が日常的に虐待していたとの疑いを持った。初めは白鳥と入れ替わった黒瀬に噛み付いたりしていたが、徐々に心を開くようになり黒瀬と親しくなる。
黒瀬と白鳥の戦いに終止符を打った後、赤松に引き取られた。

## 書誌情報
- 廣瀬俊（原作）・河野慶（作画）『復讐の教科書』 講談社〈講談社コミックス〉、全13巻
  1. 2020年7月9日発売[1][2]、ISBN 978-4-06-520618-8
  2. 2020年9月9日発売[3]、ISBN 978-4-06-520583-9
  3. 2020年11月9日発売[4]、ISBN 978-4-06-521893-8
  4. 2021年1月8日発売[5]、ISBN 978-4-06-522194-5
  5. 2021年3月9日発売[6]、ISBN 978-4-06-522648-3
  6. 2021年5月7日発売[7]、ISBN 978-4-06-523153-1
  7. 2021年7月9日発売[8]、ISBN 978-4-06-524034-2
  8. 2021年9月9日発売[9]、ISBN 978-4-06-524847-8
  9. 2021年11月9日発売[10]、ISBN 978-4-06-525994-8
  10. 2022年2月9日発売[11]、ISBN 978-4-06-526911-4
  11. 2022年4月8日発売[12]、ISBN 978-4-06-526911-4
  12. 2022年6月9日発売[13]、ISBN 978-4-06-528173-4
  13. 2022年8月8日発売[14]、ISBN 978-4-06-528674-6